# Ванадат висмута
Ванада́т ви́смута (химическая формула — BiVO4, также известен как BVO) — неорганическое соединение кислородсодержащее висмута и ванадия ярко-жёлтого цвета со светло-зеленоватым оттенком. Используется как катализатор для фотолиза воды и других фотокаталитических реакций. Фотокатализатор для видимой области света с узкой запрещенной зоной менее 2,4 эВ.

## Получение
Ванадат висмута образуется при взаимодействии оксида висмута(III) и оксида ванадия(V):
{\displaystyle {\ce {Bi2O3 + V2O5 -> 2BiVO4}}},
а также в результате реакции Bi2O3 и метаванадата аммония NH4VO3 и  обменной  реакции нитрата висмута(III) Bi(NO3)3 и NH4VO3, протекающей в водном растворе.